# Pietrastornina
Pietrastornina község (comune) Olaszország Campania régiójában, Avellino megyében.

## Fekvése
A megye északi részén fekszik. Határai: Altavilla Irpina, Arpaise, Pannarano, Roccabascerana, Sant’Angelo a Scala és Summonte.

## Története
Első említése 774-ből származik. A következő századokban nemesi birtok volt. A 19. században nyerte el önállóságát, amikor a Nápolyi Királyságban felszámolták a feudalizmust.

## Népessége
A népesség számának alakulása:

## Főbb látnivalói
- Castello (középkori vár romjai)
- Santa Maria Assunta-templom
- Madonna del Rosario-templom